# Bálint Kopasz
Bálint Kopasz (ur. 20 czerwca 1997 w Segedynie) – węgierski kajakarz, mistrz świata, dwukrotny złoty medalista igrzysk europejskich, srebrny medalista mistrzostw Europy, uczestnik igrzysk olimpijskich w Rio de Janeiro, mistrz olimpijski z Tokio. 

## Życiorys

### Wczesne życie i zawody
Jego rodzice byli także kajakarzami. W wieku 15 lat został mistrzem Węgier w swojej grupie wiekowej. 
W 2015 roku wygrał Mistrzostwa Świata U23. W dniu 27 maja 2017 wygrał spływ kajakowy w swoim rodzinnym mieście w kategorii K1 na 1000 metrów.

### Igrzyska olimpijskie
W 2016 roku na igrzyskach olimpijskich w Rio de Janeiro wystąpił w rywalizacji jedynek na dystansie 1000 metrów. W półfinale zajął piąte miejsce, co umożliwiło występ w finale B. Tam do mety dopłynął na drugiej pozycji, zostając sklasyfikowanym ostatecznie na dziesiątym miejscu. Podczas igrzysk w 2020 roku zdobył złoty medal w konkurencji K1 na dystansie 1000 metrów. 